# Effet diligence

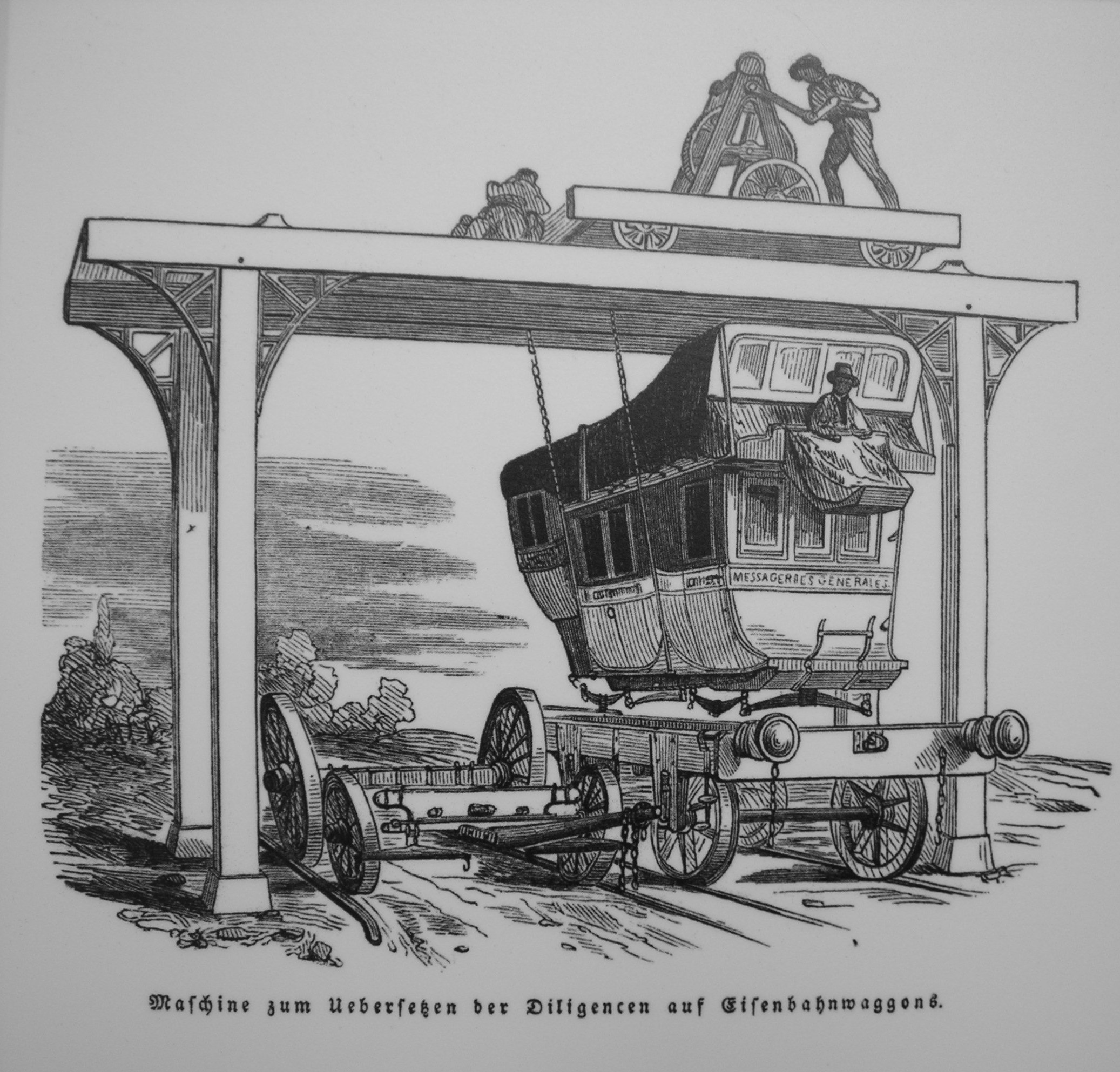
Wagon en forme de diligence: exemple d'adaptation d'une nouvelle technologie

L'effet diligence est une notion fondamentale pour l'histoire des techniques et des technologies, définie par Jacques Perriault.
Le nom « effet diligence » fait référence à l'époque des débuts du chemin de fer où les wagons avaient gardé l'aspect des diligences tirées par des chevaux.
Cette notion se définit ainsi:
Une invention technique met un certain temps à s’acclimater pour devenir une innovation, au sens de Bertrand Gille, c’est-à-dire à être socialement acceptée. Pendant cette période d’acclimatation, des protocoles anciens sont appliqués aux techniques nouvelles. Les premiers wagons avaient la forme des diligences .
Les exemples de cet effet diligence sont légion sur Internet : dans le domaine de l'apprentissage en ligne (e-learning), des manuels scolaires sont débités en tranches pour être mis sur Internet. Dans les sites Internet des musées, on trouve notamment les visites virtuelles du musée, qui permettent de naviguer dans les salles du musée à partir d’une photographie, d’un plan ou d'une image vidéo, essayant de transposer une visite dans le musée de brique et de ciment. On peut aussi considérer avant Internet comme effet diligence le fait que les premiers livres imprimés par Gutenberg ne faisaient qu'imiter les ouvrages manuscrits.